# جورج إرنست موريسون
جورج إرنست موريسون (بالإنجليزية: George Ernest Morrison)‏ هو جيولوجي وصحفي أسترالي، ولد في 4 فبراير 1862، وتوفي في 30 مايو 1920.